# Nothobartsia spicata
Nothobartsia spicata är en snyltrotsväxtart som först beskrevs av Louis François Ramond de Carbonnière, och fick sitt nu gällande namn av M. Bolliger och U. Molau. Nothobartsia spicata ingår i släktet Nothobartsia och familjen snyltrotsväxter. Inga underarter finns listade i Catalogue of Life.